# Николаев, Борис Павлович
Николаев Борис Павлович (14 февраля 1925 — 10 июня 2017) — советский художник, мастер реалистического пейзажа и портрета, автор монументальных полотен на тему тягот войны и романтических городских пейзажей послевоенного Ленинграда.
Блокадник, фронтовик, ветеран Великой Отечественной войны, член Санкт-Петербургского Союза художников (до 1992 года — Ленинградской организации Союза художников РСФСР)[1], Заслуженный художник Российской Федерации.

## Жизнь и творчество
Николаев Борис Павлович родился 14 февраля 1925 года в Новосибирске (бывшем Ново-Николаевске), детство и юность провел в Ленинграде, где его и застало начало Великой Отечественной войны. До июля 1942 года оставался в блокированном немецкими войсками городе, едва не умер от голода.
Был эвакуирован в Алтайский край, затем в 1943 году призван в ряды Красной армии. Служил в 525-м минометном полку в составе 1-й гвардейской армии, которая освобождала от немецких войск Украину, Польшу, Чехословакию, с боями дошел до Праги. После окончания войны оставался в армии и был демобилизован лишь в 1948 году. Награжден медалью «За отвагу».  
В своих "Воспоминаниях" Борис Павлович беспристрастно описывает тяжелейшие фронтовые будни, повседневный героизм солдат и жестокую бессмыслицу военной мясорубки, суровую романтику фронтовых дорог и невиданные в мирной жизни сверхнагрузки и экстремальные ситуации, ужас массовых смертей и радость марша по освобожденной земле в конце войны — все то, что он воплотил во множестве живописных работ на военную тему.
После демобилизации и возвращения в Ленинград в 1948 году поступил в Таврическое художественное училище, которое окончил в 1953 году. Из всех педагогов особенно выделял Г. А. Шаха.
В 1953 году поступил в Академию художеств имени И. Е. Репина, которую окончил в 1959 году. Дипломная работа — картина «Вечерний Ленинград».
С 1962 года — член Союза Художников. На протяжении многих лет был постоянным членом Правления Бюро секции живописи и Правления Союза Художников .
Удостоен почётного звания Заслуженный художник Российской Федерации. Лауреат премии Правительства Санкт-Петербурга, лауреат Золотой медали Петровской Академии Наук и Искусств.

## Работы находятся в собраниях
- Государственный Русский музей, Санкт-Петербург
- Институт живописи, скульптуры и архитектуры имени И. Е. Репина
- Национальная галерея Республики Коми Архивная копия от 18 апреля 2018 на Wayback Machine
- Шанхайская галерея советского реалистического искусства